# 15417 Babylon
A 15417 Babylon (ideiglenes jelöléssel 1998 DH34) egy kisbolygó a Naprendszerben. Eric Walter Elst fedezte fel 1998. február 27-én.